# Gridlink
Gridlink je američki tehnički grindcore sastav iz Hobokena.

## Povijest sastava
Osnovan je 2004. godine, te 2008. objavljuju svoj prvi studijski album Amber Gray za izdavačku kuću Hydra Head. Idući album Orphan objavljuju 2011., te su dijelovi naslovne pjesme s albuma korišteni u televizijskoj seriji Domovina kao dio mučenja za vrijeme ispitivanja osumnjičenika. Godine 2013. najavljuju snimanje novog albuma, te kako će im to ujedno biti i posljednji zbog zdravstvenog stanja gitarista Takafumija Matsubare, koji je obolio od upale mozga. Album, nazvan Longhena, na kojem gostuje Paul Pavlovich iz grindcore sastava Assück, snimljen je u japanskom gradu Kyotu te naposljetku objavljen u veljači 2014. Kako bi pokušali spriječiti ilegalno preuzimanje albuma s interneta, izdavačka kuća je objavila lažni album te ponudila pravi besplatno svima koji postave lažni album na neku od stranica za ilegalno preuzimanje. Nakon oporavka Matsubare, sastav se ponovno okuplja 2022. te iduće godine objavulju album Coronet Juniper.

## Članovi sastava
Trenutačna postava
- Takafumi Matsubara — gitara (2004.—2014.), (2022. - danas)
- Bryan Fajardo — bubnjevi (2006.—2014.), (2022. - danas)
- Mauro Cordoba - bas-gitara (2022. - danas)
- Rory Kobzina - gitara (2022. - danas)

Bivši članovi
- Keisuke Okada — bas-gitara (2004.—2006.)
- Takiya Terada  — bubnjevi (2004.—2006.)
- Teddy Patterson III — bas-gitara (2010.—2013.)
- Jon Chang — vokal (2004.—2014.), (2022.-2023.)
- Steve Procopio — gitara (2010.—2014.)

## Diskografija
Studijski albumi
- Amber Gray (2008.)
- Orphan (2011.)
- Longhena (2014.)
- Coronet Juniper (2023.)

Kompilacija
- Orphan/Amber Grey (2011.)

## Vanjske poveznice
- Službena Facebook stranica